# Tudor Istodor
Tudor Aaron Istodor, né le 24 mai 1984, est un acteur roumain. Il a joué Dinu Caragea dans la série policière roumaine Băieţi buni. Francophone, il s'est fait connaître du public français dans Fixeur sorti en France en mars 2017.

## Notice biographique
Tudor Istodor est le fils des acteurs roumains Claudiu Istodor et Maia Morgenstern. Diplômé en 2009 de l'académie d'art dramatique et de cinéma de Bucarest, il poursuit également sa carrière au théâtre où il a joué dans des pièces de Tchekhov, George Bernard Shaw, Shakespeare, Pirandello, Horace McCoy, David Mamet, etc.

## Filmographie
- Fixeur (2016)
- Cadences obstinées (2014)
- Zero Theorem (2014)
- Mademoiselle Christina (2013), d'après la nouvelle Domnișoara Christina de Mircea Eliade
- Luna verde (2010)
- Cendres et Sang Cenuşă şi sânge (2009)
- Weekend cu mama (2009)
- Târziu (2008), court-métrage
- Blood and Chocolate / Pasiune şi destin (2007)
- Bricostory (2007) court-métrage
- Interior. Scară de bloc (2007)
- Radu+Ana (2007) court-métrage
- Sinopsis docu-dramă (2007) court-métrage
- Tarziu (2007) court-métrage
- Cu inima indoita (2006) téléfilm
- Examen (2006) court-métrage
- Le Papier sera bleu Hârtia va fi albastră (2006)
- Lombarzilor 8 (2006) série télévisée
- Tertium non datur (2006) court-métrage
- Băieţi buni (2005) série télévisée